# Le Code de l'honneur (Star Trek)
Le Code de l'honneur est le troisième épisode de la première saison de la série télévisée Star Trek : La Nouvelle Génération. Il est diffusé pour la première fois le 12 octobre 1987 en syndication.

## Synopsis
L'équipage de l'Enterprise est chargé de rapporter d'urgence un vaccin sur la planète Styris IV, et se rend sur Ligon II pour négocier un traité qui permettra de disposer de ce vaccin. Mais pour pouvoir quitter cette planète, le lieutenant Tasha Yar doit d'abord combattre le chef de guerre local.

## Distribution
- Patrick Stewart (VF : Alain Choquet) : capitaine Jean-Luc Picard
- Jonathan Frakes (VF : Bernard Bollet) : commandeur William T. Riker
- Brent Spiner (VF : Jean-Pol Brissart) : lieutenant commandeur Data
- LeVar Burton (VF : Gérard Malabat) : lieutenant commandeur Geordi La Forge
- Michael Dorn (VF : Michel Blin) : lieutenant Worf
- Gates McFadden (VF : Valérie Jeannet) : Dr Beverly Crusher
- Marina Sirtis (VF : Anne Plumet) : conseiller Deanna Troi
- Colm Meaney (VF : Jean-Pierre Rigaux) : chef Miles O'Brien
- Denise Crosby (VF : Laurence Dourlens) : lieutenant Tasha Yar
- Wil Wheaton (VF : Nicolas Grossetête) : enseigne Wesley Crusher

## Diffusion
- États-Unis : 12 octobre 1987 en syndication